# Josip Manolić
Josip Manolić (Kalinovac, 22 marzo 1920 – Zagabria, 15 aprile 2024) è stato un politico croato.
Fu Primo ministro della Croazia dall'agosto 1990 al luglio 1991. Figura controversa per via delle sue attività all'interno dell'UDBA, in particolare in relazione al presunto omicidio dell'arcivescovo Alojzije Viktor Stepinac, contribuì alla formazione dell'odierno Stato croato.

## Biografia
Manolić nacque il 22 marzo 1920 a Kalinovac, un villaggio nei pressi di Đurđevac in una famiglia di quattro figli. All'età di sei anni rimase orfano di padre, e sua madre convolò a seconde nozze.
All'età di 18 anni aderì alla Lega della Gioventù Comunista di Jugoslavia e nel 1939 fu ammesso al Partito Comunista. Nel 1940 fu eletto segretario del comitato distrettuale di Nova Gradiška, nonché membro del comitato provinciale del partito. Nel 1944 venne eletto capo della polizia segreta OZNA 2 della sezione di Bjelovar ed ebbe l'incarico di liberare la città e i suoi dintorni.
Nel 1946 scortò il cardinale Alojzije Viktor Stepinac da Zagabria alla prigione di Lepoglava. Fino al 1963 fu responsabile delle carceri dove venivano detenuti i prigionieri politici al servizio dell'UDBA. Manolić venne accusato di aver avvelenato Stepinac, accuse che egli respinse per tutta la vita. Si ritirò dai servizi segreti dopo il crollo della primavera croata nel 1972.
Nel 1989 fondò con Franjo Tuđman l'Unione Democratica Croata (HDZ). Dal 24 agosto 1990 al 17 giugno 1991 fu Primo ministro della Repubblica Croata. Nel 1991 divenne capo dell'Ufficio per la tutela dell'ordine costituzionale e nel periodo dal 1993 al 1994 fu presidente della Camera regionale del Parlamento della Repubblica.
A seguito dei dissapori con Tuđman relativi al conflitto in Bosnia ed Erzegovina, nel 1994 Manolić lasciò l'HDZ insieme a Stjepan Mesić, con il quale fondò il Partito dei Democratici Indipendenti Croati (HND), che ebbe vita breve anche per via dell'abbandono di Mesić in favore del Partito Nazionale Croato (HNS).

## Vita privata
Manolić si sposò due volte. Dalla prima moglie ebbe tre figli. Convolò a seconde nozze all'età di 97 anni.